# Смирнов, Николай Александрович (боксёр)
Николай Александрович Смирнов (1930, Наро-Фоминск, Московская область — ?) — советский боксёр выступавший в лёгкой весовой категории (до 60 кг), 4-кратный чемпион СССР по боксу. Выигрывал чемпионат СССР по боксу в 1955, 1956, 1957 и 1958 годах, а также Спартакиаду народов СССР 1956 года.

## Биография
Николай Смирнов родился в 1930 в Наро-Фоминске Московской области. Во время службы в Вооруженных силах СССР начал заниматься боксом под руководством заслуженного тренера СССР Ивана Игнатьевича Иванова. В 1952 году начал выступать за Центральный спортивный клуб Министерства обороны (ЦСК МО), представляя Москву.
Николай Смирнов участвовал на чемпионатах СССР по боксу в лимите лёгкого веса (до 60 кг). В 1955 году Смирнов принял участие в 21-м чемпионате СССР по боксу, который проходил в конце ноября в Москве, где в финальном поединке одержал победу над другим представителем ЦСК МО — краснодарцем Анатолием Лагетко. В следующем году на 22-м чемпионате СССР по боксу, который был совмещён с I летней Спартакиадой народов СССР и проходил в первой половине августа в Москве, Николай дошёл до финала, где опять встретился с Лагетко и вновь одержал победу, став двукратным чемпионом СССР по боксу. В апреле 1957 года Смирнов также выиграл финальный бой, на этот раз против ленинградца Анатолия Дергацсова, который представлял клуб «Трудовые резервы», 23-го чемпионата СССР по боксу в Москве. Свой последний (четвёртый) чемпионат СССР по боксу он выиграл в начале апреля 1958 года победив ещё одного представителя «Трудовых резервов» Алоиза Туминьша из Риги. В том же году завершил выступления за ЦСК МО.
Будучи чемпионом СССР по боксу, с 1955 по 1957 год был членом сборной СССР по боксу. Николай Смирнов стал одним из 17-и спортсменов, которые становились 4-кратными чемпионами СССР по боксу.
В книгах «Бокс. Энциклопедия» 1998 и 2011 годов значился живым.